# Spinomantis
Spinomantis é um género de anfíbios da família Mantellidae. Está distribuído por Madagáscar.

## Espécies
- Spinomantis aglavei (Methuen and Hewitt, 1913)
- Spinomantis beckei Vences, Köhler, and Glaw, 2017
- Spinomantis bertini (Guibé, 1947)
- Spinomantis brunae (Andreone, Glaw, Vences, and Vallan, 1998)
- Spinomantis elegans (Guibé, 1974)
- Spinomantis fimbriatus (Glaw and Vences, 1994)
- Spinomantis guibei (Blommers-Schlösser, 1991)
- Spinomantis massi (Glaw and Vences, 1994)
- Spinomantis microtis (Guibé, 1974)
- Spinomantis nussbaumi Cramer, Rabibisoa, and Raxworthy, 2008
- Spinomantis peraccae (Boulenger, 1896)
- Spinomantis phantasticus (Glaw and Vences, 1997)
- Spinomantis tavaratra Cramer, Rabibisoa, and Raxworthy, 2008